# Челсі Перетті
Челсі Ванесса Перетті (англ. Chelsea Vanessa Peretti, нар. 20 лютого 1978, Окленд, Каліфорнія) —  американська стенд-ап комедіантка, телевізійна актриса і сценарист. Найбільш відома за роллю Джини Лінетті в ситкомі «Бруклін 9-9». У 2014 році журнал Paste включив її Твіттер в список «75 найкращих Твіттерів 2014 року», помістивши її на 75 місце.

## Ранні роки та освіта
Перетті народилася і виросла в Окленді, штат Каліфорнія. Її батько — американець італійського походження, а мати — єврейка. Перетті ходила в Підготовчу до коледжу школу (англ. The College Preparatory School) в Окленді. У 1996 вона переїхала в Нью-Йорк і вступила в Барнард-коледж, який закінчила у 2000 році. У початкову школу вона ходила з майбутнім колегою по телесеріалу «Бруклін 9-9» Енді Семберґом.

## Особисте життя
У 2013 році Челсі Перетті почала зустрічатись з Джорданом Пілом. Вони заручились у листопаді 2015. В квітні 2016 року Перетті повідомила, що вона і Піл таємно одружились. Їхній син Бомонт народився 1 липня 2017 року.
Перетті є молодшою сестрою американського підприємця Джоні Перетті, який заснував BuzzFeed і HuffPost.

## Фільмографія
| Рік       | Назва                                     | Оригінальна назва                        | Роль                           | Примітки                                     |
| --------- | ----------------------------------------- | ---------------------------------------- | ------------------------------ | -------------------------------------------- |
| 2004      | Лабораторія комедії                       | Comedy Lab                               | подруга Юджина                 | 1 епізод                                     |
| 2008–13   | The Smoking Gun Presents: World's Dumbest | грає саму себе                           | 88 епізодів                    |                                              |
| 2010      | Луї                                       | Louie                                    | дівчина                        | 1 епізод                                     |
| 2010      | Шоу Сари Сільверман                       | The Sarah Silverman Program              | Бекі                           | Сценарист 1 епізод                           |
| 2011–12   | Парки та зони відпочинку                  | Parks and Recreation                     | Зельда                         | 1 епізод Сценарист (6 епізодів)              |
| 2011–13   | Китай, Іллінойс                           | China, IL                                | Крістал Пепперс Кім Бакетт     | Озвучення 13 епізодів                        |
| 2012      | Пара                                      | The Couple                               | Джіджі                         | 2 епізоди                                    |
| 2013      | Найбільша подія в історії телебачення     | The Greatest Event in Television History | Джекі Раш                      | 1 епізод                                     |
| 2013      | Середня школа США!                        | High School USA!                         | суперінтендант Андреа Кунсслер | 1 епізод                                     |
| 2013      | Суботнього вечора у прямому ефірі         | Saturday Night Live                      | -                              | Сценарист 2 епізодів                         |
| 2013–2015 | Піф-паф комедія                           | Comedy Bang! Bang!                       | Кур'єр / Трей Бут              | 2 епізоди                                    |
| 2013–2015 | Шоу Кролла                                | Kroll Show                               | грає саму себе                 | Сценарист (7 епізодів) Продюсер (8 епізодів) |
| 2013–     | Бруклін 9-9                               | Brooklyn Nine-Nine                       | Джина Лінетті                  | 45 епізодів                                  |
| 2014      | Кі та Піл                                 | Key & Peele                              | ведуча арт-шоу                 | 1 епізод                                     |
| 2018      | Нічні ігри                                | Game Night                               |                                |                                              |
| 2021      | Співай 2                                  | Sing 2                                   | Діксі                          | голос                                        |